# Warren Carlyle
Warren Carlyle (Norwich, 1972) è un coreografo e regista teatrale britannico.

## Biografia
Ha studiato alla Central School of Dancing Norwich, alla Bush Davies School of Theatre Arts e al Doreen Bird College of Performing Arts. Nei primi anni novanta ha fatto il suo debutto nel mondo dello spettacolo come attore, cantante e ballerino di musical, recitando in Cats a Londra e in Germania. Dopo aver recitato nei musical del West End Copacabana (1994) e Jolson (1995), nel 1998 fu scelto da Susan Stroman come coreografo associato di un revival di Oklahoma! al National Theatre con Hugh Jackman, in cui Carlyle ricopriva anche il ruolo minore di Jake.
Dopo Oklahoma! Carlyle si trasferì a New York e abbandonò l'attività sulle scene per dedicarsi esclusivamente alla carriera da coreografo. Nel 2001 collaborò ancora con Susan Stroman per la prima del musical The Producers a Broadway, per poi tornare a curare la coreografie di Oklahoma! a New York nel 2002, questa volta con Patrick Wilson nel ruolo del protagonista. Dopo aver coreografato il musical Mame al Kennedy Center con Christine Baranski, Warren Carlyle tornò a Broadway nel 2009 come regista e coreografo del flop A Tale of Two Cities. Il suo progetto successivo, un revival di Finian's Rainbow, ottenne recensioni più lusinghiere e Carlyle fu candidato a due Drama Desk Award: al miglior coreografo e al miglior regista di un musical.
Successivamente, Carlyle tornò a Broadway per coreografare Follies (2011), il one-man show di Hugh Jackman (2011), The Mystery of Edwin Drood (2012) e After Midnight, per cui vinse il Drama Desk Award e il Tony Award alla miglior coreografia nel 2013. Dopo il successo di After Midnight, Carlyle è tornato a coreografare revival di alto profilo di musical a Broadway, spesso con affermate star nei ruoli principali. Nella seconda metà negli anni 2010 ha infatti curato le coreografie di On the Twentieth Century con Kristin Chenoweth (2015), She Loves Me con Zachary Levi e Jane Krakowski (2016), Hello, Dolly! con Bette Midler (2018) e Kiss Me, Kate con Kelli O'Hara (2019). Nel 2021 torna a collaborare con Hugh Jackman in un revival di The Music Man a Broadway, per cui ha ricevuto un'altra candidatura ai Tony Award.
È dichiaratamente gay.

## Filmografia parziale
- Il ritmo del successo (Center Stage), regia di Nicholas Hytner (2000)
- The Producers - Una gaia commedia neonazista (The Producers), regia di Susan Stroman (2005)